# M/T Klimno
M/T Klimno je bio trajekt za lokalne linije koji je od 1963. do 1991. bio u sastavu flote hrvatskoga brodara Jadrolinije. Brod je izgrađen 1954. godine u Brodogradilištu Uljanik za Jugoslavensku Ratnu Mornaricu kao desantni brod pod oznakom PDS-104. 1963. brod kupuje Jadrolinija i koristi ga kao trajekt pod imenom Klimno. Trajekt 1979. odlazi na rekonstrukciju kojom mu je povećan kapacitet i dužina. Klimno je tijekom 1991. plovio u okupiranome Novigradu gdje je i potopljen. Izrezan je 1997. godine u Šibeniku.
Brod je ima kapacitet prijevoza 150 putnika i 25 vozila. Pokretala su ga dva stroja Torpedo s kojima je mogao postići maksimalnu brzinu od 7 čvorova.